# European Le Mans Series 2021
Navigation
Édition précédente Édition suivante
L'European Le Mans Series 2021 (ELMS) est la dix-huitième saison du championnat européen d'endurance. L'édition 2021 se déroule du 12 avril au 24 octobre. Les six manches ont une durée de 4 heures.

## Engagés

### LMP2
Toutes les voitures utilisent un moteur Gibson GK428 4.2 L V8 atmosphérique et sont chaussées de pneumatiques Goodyear.
| No.  | Pays                      | Équipe                | Voiture  | Pilotes                                                                                              | Pilotes                                                                                              | Pilotes                                                                                              |
| No.  | Pays                      | Équipe                | Voiture  | Les chiffres entre parenthèses sont la ou les manches auxquelles le pilote ou l'écurie sont inscrits | Les chiffres entre parenthèses sont la ou les manches auxquelles le pilote ou l'écurie sont inscrits | Les chiffres entre parenthèses sont la ou les manches auxquelles le pilote ou l'écurie sont inscrits |
| LMP2 | LMP2                      | LMP2                  | LMP2     | LMP2                                                                                                 | LMP2                                                                                                 | LMP2                                                                                                 |
| ---- | ------------------------- | --------------------- | -------- | --- | --- | --- |
| 17   |                           | IDEC Sport            | Oreca 07 | Ryan Dalziel (1-2, 4)                                                                                | Dwight Merriman (1-4)                                                                                | Kyle Tilley (1-4)                                                                                    |
| 17   | Gabriel Aubry (3)         | IDEC Sport            | Oreca 07 | | | |
| 21   |                           | DragonSpeed           | Oreca 07 | Ben Hanley (1-4)                                                                                     | Henrik Hedman (1-4)                                                                                  | Ricky Taylor (1)                                                                                     |
| 21   | Gustavo Menezes (2-3)     | DragonSpeed           | Oreca 07 | Juan Pablo Montoya (4)                                                                               | | |
| 22   |                           | United Autosports     | Oreca 07 | Jonathan Aberdein (Toutes)                                                                           | Tom Gamble (Toutes)                                                                                  | Philip Hanson (Toutes)                                                                               |
| 24   |                           | Algarve Pro Racing    | Oreca 07 | Richard Bradley (Toutes)                                                                             | Ferdinand von Habsburg (Toutes)                                                                      | Diego Menchaca (1-5)                                                                                 |
| 24   | Sophia Flörsch (6)        | Algarve Pro Racing    | Oreca 07 | | | |
| 25   |                           | G-Drive Racing        | Aurus 01 | Rui Andrade (Toutes)                                                                                 | John Falb (Toutes)                                                                                   | Pietro Fittipaldi (1)                                                                                |
| 25   | Roberto Merhi (2-4)       | G-Drive Racing        | Aurus 01 | Gustavo Menezes (5-6)                                                                                | | |
| 26   | Franco Colapinto (Toutes) | G-Drive Racing        | Aurus 01 | Roman Rusinov (Toutes)                                                                               | Nyck de Vries (1-3, 5-6)                                                                             | |
| 26   | Mikkel Jensen (4)         | G-Drive Racing        | Aurus 01 | | | |
| 28   |                           | IDEC Sport            | Oreca 07 | Paul-Loup Chatin (Toutes)                                                                            | Paul Lafargue (Toutes)                                                                               | Patrick Pilet (1-2, 4-6)                                                                             |
| 28   | Jean-Éric Vergne (3)      | IDEC Sport            | Oreca 07 | | | |
| 29   |                           | Ultimate              | Oreca 07 | François Hériau (1-4)                                                                                | Matthieu Lahaye (Toutes)                                                                             | Jean-Baptiste Lahaye (Toutes)                                                                        |
| 29   | Gianluca Giraudi (de) (6) | Ultimate              | Oreca 07 | | | |
| 30   |                           | DUQUEINE Team         | Oreca 07 | René Binder (Toutes)                                                                                 | Tristan Gommendy (Toutes)                                                                            | Memo Rojas (Toutes)                                                                                  |
| 32   |                           | United Autosports     | Oreca 07 | Nico Jamin (Toutes)                                                                                  | Manuel Maldonado (Toutes)                                                                            | Job van Uitert (Toutes)                                                                              |
| 34   |                           | Racing Team Turkey,   | Oreca 07 | Charlie Eastwood (Toutes)                                                                            | Harry Tincknell (1, 3, 5-6)                                                                          | Salih Yoluç, (Toutes)                                                                                |
| 34   | Logan Sargeant (2, 4)     | Racing Team Turkey,   | Oreca 07 | | | |
| 35   |                           | BHK Motorsport        | Oreca 07 | Sergio Campana (Toutes)                                                                              | Francesco Dracone (Toutes)                                                                           | Markus Pommer (Toutes)                                                                               |
| 37   |                           | Cool Racing           | Oreca 07 | Antonin Borga (1-3)                                                                                  | Alexandre Coigny (Toutes)                                                                            | Nicolas Lapierre (Toutes)                                                                            |
| 37   | Charles Milesi (5-6)      | Cool Racing           | Oreca 07 | | | |
| 39   |                           | Graff                 | Oreca 07 | Vincent Capillaire (1-4, 6)                                                                          | Arnold Robin (1-4, 6)                                                                                | Maxime Robin (de) (1-4, 6)                                                                           |
| 41   |                           | Team WRT              | Oreca 07 | Louis Delétraz (Toutes)                                                                              | Robert Kubica (Toutes)                                                                               | Ye Yifei (Toutes)                                                                                    |
| 65   |                           | Panis Racing          | Oreca 07 | James Allen (2-6)                                                                                    | Julien Canal (Toutes)                                                                                | Will Stevens (Toutes)                                                                                |
| 65   | Gabriel Aubry (1)         | Panis Racing          | Oreca 07 | | | |
| 70   |                           | Realteam Racing       | Oreca 07 | Loïc Duval (4)                                                                                       | Esteban Garcia (4)                                                                                   | |
| 72   |                           | JOTA                  | Oreca 07 | Sean Gelael (4)                                                                                      | Jazeman Jaafar (4)                                                                                   | |
| 92   |                           | Racing Team Nederland | Oreca 07 | Frits van Eerd (4)                                                                                   | Giedo van der Garde (4)                                                                              | |

### LMP3
Toutes les voitures ont un moteur Nissan VK56 5,6 l V8 Atmo et sont chaussées de pneumatiques Michelin.
| No.  | Pays                        | Équipe                    | Voiture            | Pilotes                                                                                              | Pilotes                                                                                              | Pilotes                                                                                              |
| No.  | Pays                        | Équipe                    | Voiture            | Les chiffres entre parenthèses sont la ou les manches auxquelles le pilote ou l'écurie sont inscrits | Les chiffres entre parenthèses sont la ou les manches auxquelles le pilote ou l'écurie sont inscrits | Les chiffres entre parenthèses sont la ou les manches auxquelles le pilote ou l'écurie sont inscrits |
| LMP3 | LMP3                        | LMP3                      | LMP3               | LMP3                                                                                                 | LMP3                                                                                                 | LMP3                                                                                                 |
| ---- | --------------------------- | ------------------------- | ------------------ | --- | --- | --- |
| 2    |                             | United Autosports         | Ligier JS P320     | Wayne Boyd (Toutes)                                                                                  | Edouard Cauhaupé (Toutes)                                                                            | Rob Wheldon (Toutes)                                                                                 |
| 3    | Andrew Bentley (Toutes)     | United Autosports         | Ligier JS P320     | Duncan Tappy (Toutes)                                                                                | James McGuire (Toutes)                                                                               | |
| 4    |                             | DKR Engineering           | Duqueine M30 - D08 | Laurents Hörr (Toutes)                                                                               | Alain Berg (1)                                                                                       | Jean-Philippe Dayraut (2-3)                                                                          |
| 4    | Leonard Weiss (2)           | DKR Engineering           | Duqueine M30 - D08 | Mathieu de Barbuat (4-6)                                                                             | | |
| 5    |                             | MV2S Racing               | Ligier JS P320     | Adrien Chila (Toutes)                                                                                | Christophe Cresp (Toutes)                                                                            | Fabien Lavergne (Toutes)                                                                             |
| 6    |                             | Nielsen Racing            | Ligier JS P320     | Nick Adcock (Toutes)                                                                                 | Max Koebolt (Toutes)                                                                                 | Austin McCusker (Toutes)                                                                             |
| 7    | Colin Noble (Toutes)        | Nielsen Racing            | Ligier JS P320     | Anthony Wells (Toutes)                                                                               | | |
| 8    |                             | Graff                     | Ligier JS P320     | David Droux (Toutes)                                                                                 | Sébastien Page (Toutes)                                                                              | Eric Trouillet (Toutes)                                                                              |
| 9    | Matthias Kaiser (Toutes)    | Graff                     | Ligier JS P320     | Rory Penttinen (Toutes)                                                                              | | |
| 11   |                             | Eurointernational         | Ligier JS P320     | Andrea Dromedari (1-5)                                                                               | Mateusz Kaprzyk (1)                                                                                  | Cem Bölükbaşı (2)                                                                                    |
| 11   | Joey Alders (2-5)           | Eurointernational         | Ligier JS P320     | Jacopo Baratto (4-5)                                                                                 | Mattia Drudi (6)                                                                                     | |
| 11   | Antoine Doquin (6)          | Eurointernational         | Ligier JS P320     | Finn Gehrsitz (6)                                                                                    | | |
| 12   |                             | Racing Experience         | Duqueine M30 - D08 | Tom Cloet (Toutes)                                                                                   | David Hauser (1-5)                                                                                   | Gary Hauser (Toutes)                                                                                 |
| 12   | Guilherme Oliveira (6)      | Racing Experience         | Duqueine M30 - D08 | | | |
| 13   |                             | Inter Europol Competition | Ligier JS P320     | Martin Hippe (Toutes)                                                                                | Ugo de Wilde (Toutes)                                                                                | Julien Falchero (1)                                                                                  |
| 13   | Ulysse de Pauw (2-3)        | Inter Europol Competition | Ligier JS P320     | Mattia Pasini (4)                                                                                    | Aidan Read (5)                                                                                       | |
| 13   | Adam Eteki (6)              | Inter Europol Competition | Ligier JS P320     | | | |
| 14   | Julius Adomavicius (1, 3–4) | Inter Europol Competition | Ligier JS P320     | Alessandro Bracalente (1)                                                                            | Mattia Pasini (1–3, 5)                                                                               | |
| 14   | Mateusz Kaprzyk (2-6)       | Inter Europol Competition | Ligier JS P320     | Gustas Grinbergas (2)                                                                                | Erwin Creed (4)                                                                                      | |
| 14   | Marius Zug (4)              | Inter Europol Competition | Ligier JS P320     | Nico Pino (5-6)                                                                                      | Patryk Krupinski (6)                                                                                 | |
| 15   |                             | RLR Msport                | Ligier JS P320     | Mike Benham (Toutes)                                                                                 | Malthe Jakobsen (Toutes)                                                                             | Alex Kapadia (Toutes)                                                                                |
| 18   |                             | 1 AIM Villorba Corse      | Ligier JS P320     | Alessandro Bressan (Toutes)                                                                          | Damiano Fioravanti (Toutes)                                                                          | Andreas Laskaratos (Toutes)                                                                          |
| 19   |                             | Cool Racing               | Ligier JS P320     | Matthew Bell (Toutes)                                                                                | Niklas Krütten (Toutes)                                                                              | Nicolas Maulini (Toutes)                                                                             |
| 20   |                             | Team Virage               | Ligier JS P320     | Charles Crews (1-5)                                                                                  | Garett Grist (1-5)                                                                                   | Rob Hodes (Toutes)                                                                                   |
| 20   | Alex Fontana (6)            | Team Virage               | Ligier JS P320     | Julien Gerbi (6)                                                                                     | | |
| 42   |                             | Saintéloc Junior Team     | Ligier JS P320     | Fabien Michal (6)                                                                                    | Lucas Legeret (6)                                                                                    | |

### LMGTE
Toutes les voitures sont chaussées de pneumatiques Goodyear.
| No.   | Pays                      | Équipe             | Voiture                  | Pilotes                                                                                              | Pilotes                                                                                              | Pilotes                                                                                              |
| No.   | Pays                      | Équipe             | Voiture                  | Les chiffres entre parenthèses sont la ou les manches auxquelles le pilote ou l'écurie sont inscrits | Les chiffres entre parenthèses sont la ou les manches auxquelles le pilote ou l'écurie sont inscrits | Les chiffres entre parenthèses sont la ou les manches auxquelles le pilote ou l'écurie sont inscrits |
| LMGTE | LMGTE                     | LMGTE              | LMGTE                    | LMGTE                                                                                                | LMGTE                                                                                                | LMGTE                                                                                                |
| ----- | ------------------------- | ------------------ | ------------------------ | --- | --- | --- |
| 55    |                           | Spirit of Race     | Ferrari 488 GTE-EVO      | Duncan Cameron (Toutes)                                                                              | Matt Griffin (1-3, 5-6)                                                                              | David Perel (Toutes)                                                                                 |
| 55    | Alessandro Pier Guidi (4) | Spirit of Race     | Ferrari 488 GTE-EVO      | | | |
| 60    |                           | Iron Lynx          | Ferrari 488 GTE-EVO      | Paolo Ruberti (Toutes)                                                                               | Claudio Schiavoni (Toutes)                                                                           | Giorgio Sernagiotto (Toutes)                                                                         |
| 61    |                           | AF Corse           | Ferrari 488 GTE-EVO      | Franck Dezoteux (6)                                                                                  | Pierre Ragues (6)                                                                                    | Côme Ledogar (6)                                                                                     |
| 66    |                           | JMW Motorsport     | Ferrari 488 GTE-EVO      | Jody Fannin (Toutes)                                                                                 | Rodrigo Sales (Toutes)                                                                               | Andrea Fontana (1-5)                                                                                 |
| 66    | Shaun Thong (en) (6)      | JMW Motorsport     | Ferrari 488 GTE-EVO      | | | |
| 77    |                           | WeatherTech Racing | Porsche 911 RSR-19       | Gianmaria Bruni (1, 3-4, 6)                                                                          | Jaxon Evans (1)                                                                                      | Christian Ried (Toutes)                                                                              |
| 77    | Cooper MacNeil (2-6)      | WeatherTech Racing | Porsche 911 RSR-19       | Matt Campbell (2, 5)                                                                                 | | |
| 80    |                           | Iron Lynx          | Ferrari 488 GTE-EVO      | Matteo Cressoni (Toutes)                                                                             | Rino Mastronardi (Toutes)                                                                            | Miguel Molina (Toutes)                                                                               |
| 83    | Rahel Frey (Toutes)       | Iron Lynx          | Ferrari 488 GTE-EVO      | Manuela Gostner (1-4)                                                                                | Michelle Gatting (Toutes)                                                                            | |
| 83    | Sarah Bovy (5-6)          | Iron Lynx          | Ferrari 488 GTE-EVO      | | | |
| 88    |                           | AF Corse           | Ferrari 488 GTE-EVO      | Emmanuel Collard (2-6)                                                                               | François Perrodo (2-6)                                                                               | Alessio Rovera (2-6)                                                                                 |
| 93    |                           | Proton Competition | Porsche 911 RSR-19       | Michael Fassbender (Toutes)                                                                          | Felipe Laser (de) (1–2, 4–6)                                                                         | Richard Lietz (Toutes)                                                                               |
| 93    | Jaxon Evans (3)           | Proton Competition | Porsche 911 RSR-19       | | | |
| 95    |                           | TF Sport           | Aston Martin Vantage AMR | Ross Gunn (1, 3–6)                                                                                   | Ollie Hancock (Toutes)                                                                               | John Hartshorne (Toutes)                                                                             |
| 95    | Jonathan Adam (2)         | TF Sport           | Aston Martin Vantage AMR | | | |

## Calendrier[1]
Le 8 octobre 2020, lors des 4 Heures de Monza, l'ACO a dévoilé le calendrier de la saison 2021 de l'European Le Mans Series. Par rapport à la saison 2020, comme beaucoup de championnats sportifs grandement perturbée par la Pandémie de Covid-19, le championnat est de retour sur le Circuit de Barcelone et le Circuit de Spielberg. Il est a noté la non présence du Circuit de Silverstone, épreuve historique des European Le Mans Series. Le 4 mars 2020, l'ACO a été annoncè, à la suite du report des 24 Heures du Mans,que les 4 Heures du Castellet se dérouleront du 4 au 6 juin. Ce changement a ainsi offert aux compétiteurs de l'European Le Mans Series participants aux 24 Heures du Mans 2021 d'un temps de roulage supplémentaire en amont de ce rendez-vous tout en maintenant 3 à 4 semaines entre chaque manche du championnat.
| N° | Date         | Nom de la Course              | Durée    | Circuit                            | Lieu          | État, Pays |
| -- | ------------ | ----------------------------- | -------- | ---------------------------------- | ------------- | ---------- |
| 1  | 18 avril     | 4 Heures de Barcelone         | 4 heures | Circuit de Barcelone               | Montmeló      | Espagne    |
| 2  | 16 mai       | 4 Heures du Red Bull Ring     | 4 heures | Red Bull Ring                      | Spielberg     | Autriche   |
| 3  | 6 juin       | 4 Heures du Castellet         | 4 heures | Circuit Paul Ricard                | Le Castellet  | France     |
| 4  | 11 juillet   | 4 Heures de Monza             | 4 heures | Circuit de Monza                   | Monza         | Italie     |
| 5  | 19 septembre | 4 Heures de Spa-Francorchamps | 4 heures | Circuit de Spa-Francorchamps       | Francorchamps | Belgique   |
| 6  | 24 octobre   | 4 Heures de Portimão          | 4 heures | Autódromo Internacional do Algarve | Portimão      | Portugal   |

## Résumé

### 4 Heures de Barcelone

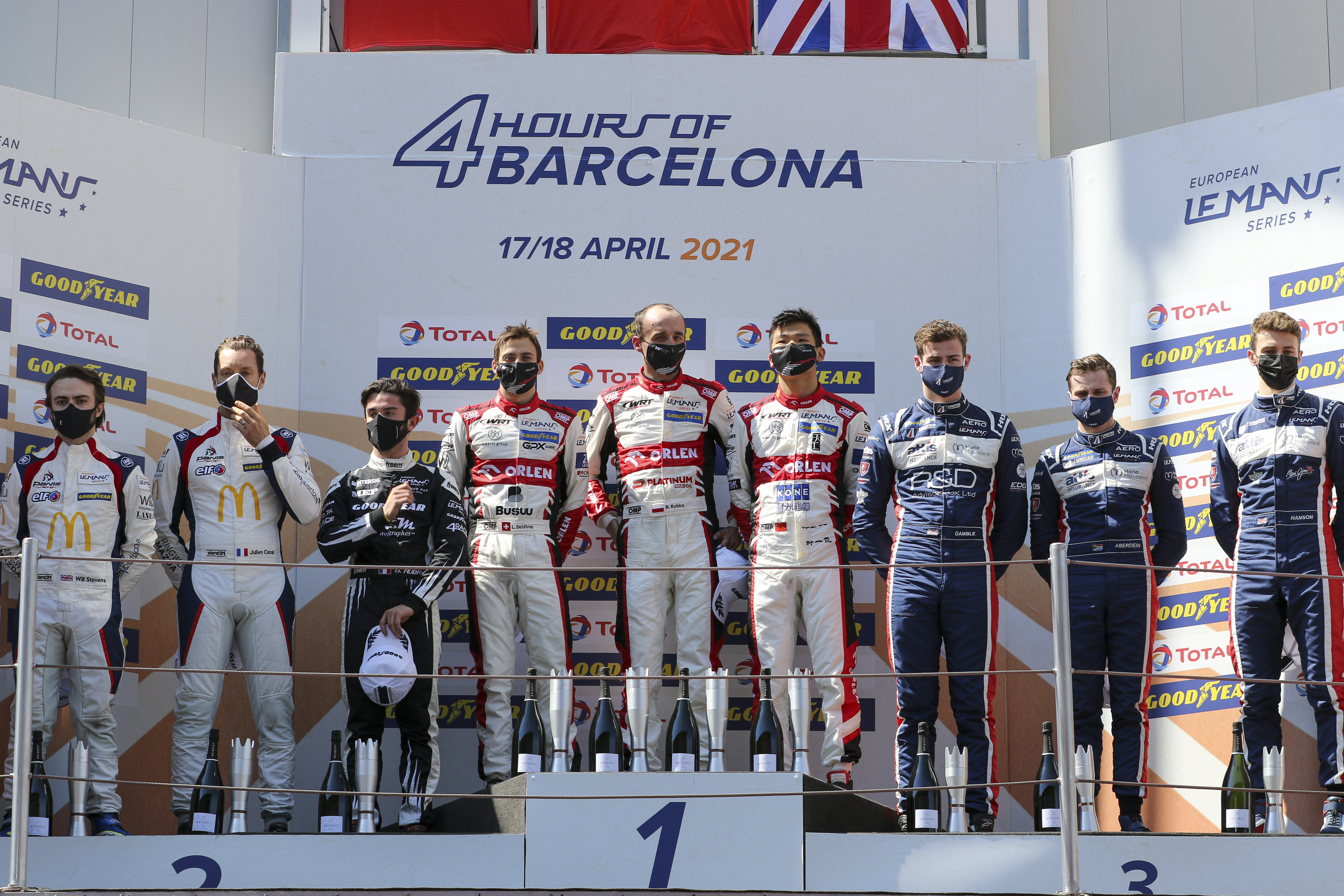
Podium des 4 Heures de Barcelone

La catégorie LMP2 et le classement général des 4 Heures de Barcelone ont été remportés par l'Oreca 07 de l'écurie belge Team WRT et pilotée par Louis Delétraz, Robert Kubica et Ye Yifei.
La catégorie LMP3 a été remportée par la Ligier JS P320 de l'écurie suisse Cool Racing et pilotée par Matthew Bell, Niklas Krütten et Nicolas Maulini.
La catégorie LMGTE a été remportée par la Ferrari 488 GTE Evo de l'écurie italienne Iron Lynx et pilotée par Matteo Cressoni, Rino Mastronardi et Miguel Molina.

### 4 Heures du Red Bull Ring

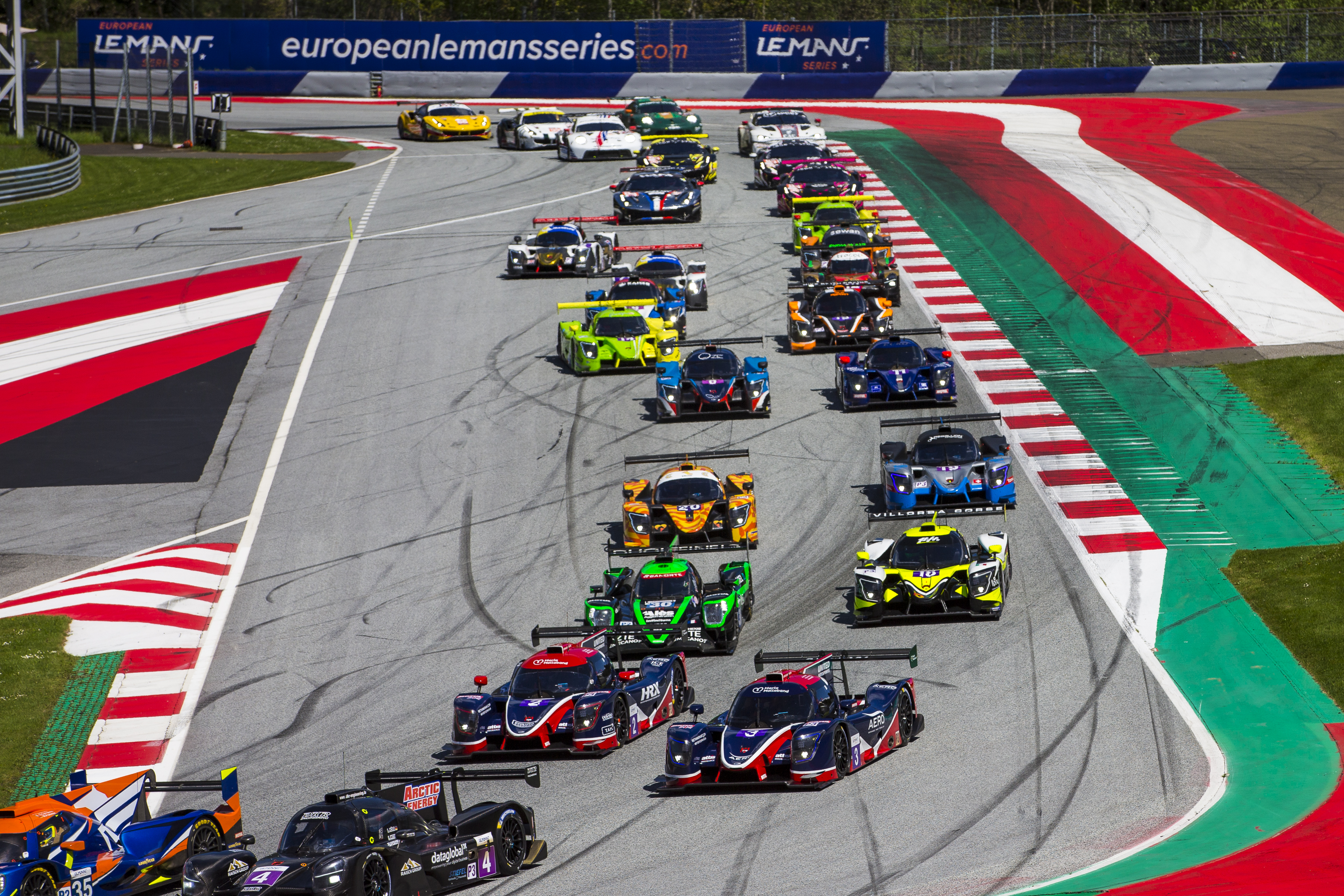
Le départ des 2021 4 Heures du Red Bull Ring

La catégorie LMP2 et le classement général des 4 Heures du Red Bull Ring ont été remportés par l'Oreca 07 de l'écurie belge Team WRT et pilotée par Louis Delétraz, Robert Kubica et Ye Yifei.
La catégorie LMP3 a été remportée par la Ligier JS P320 de l'écurie suisse Cool Racing et pilotée par Matthew Bell, Niklas Krütten et Nicolas Maulini.
La catégorie LMGTE a été remportée par la Ferrari 488 GTE Evo de l'écurie italienne AF Corse et pilotée par François Perrodo, Emmanuel Collard et Alessio Rovera.

### 4 Heures du Castellet

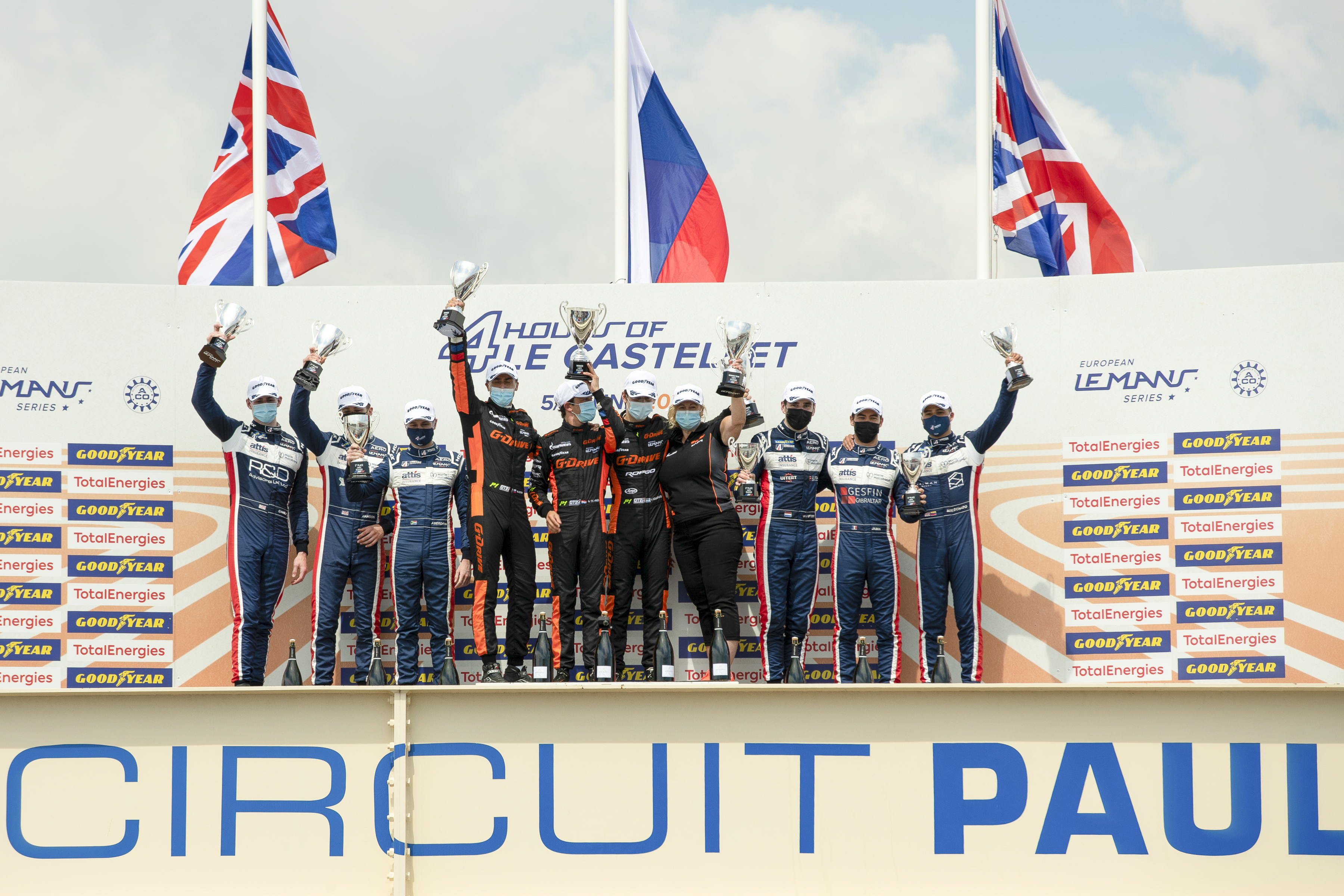
Podium des 4 Heures du Castellet

La catégorie LMP2 et le classement général des 4 Heures du Castellet ont été remportés par l'Oreca 07 de l'écurie russe G-Drive Racing et pilotée par Franco Colapinto, Roman Rusinov et Nyck de Vries.
La catégorie LMP3 a été remportée par la Ligier JS P320 de l'écurie luxembourgeoise DKR Engineering et pilotée par Laurents Hörr et Jean-Philippe Dayraut.
La catégorie LMGTE a été remportée par la Ferrari 488 GTE Evo de l'écurie italienne Iron Lynx et pilotée par Matteo Cressoni, Rino Mastronardi et Miguel Molina.

### 4 Heures de Monza

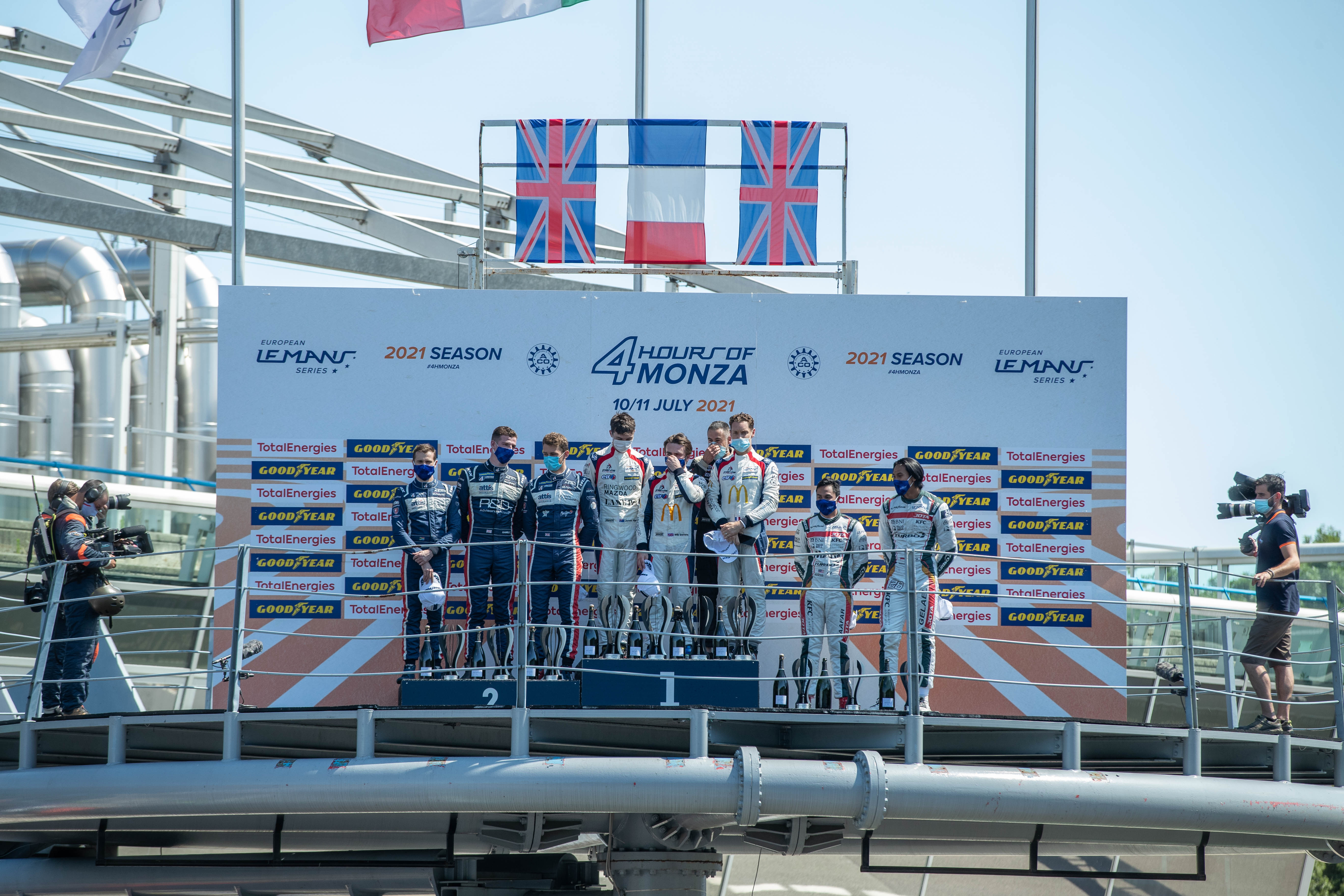
Podium des 4 Heures de Monza

La catégorie LMP2 et le classement général des 4 Heures de Monza ont été remportés par l'Oreca 07 de l'écurie française Panis Racing et pilotée par Julien Canal, Will Stevens et James Allen.
La catégorie LMP3 a été remportée par la Ligier JS P320 de l'écurie luxembourgeoise DKR Engineering et pilotée par Laurents Hörr et Mathieu de Barbuat.
La catégorie LMGTE a été remportée par la Ferrari 488 GTE Evo de l'écurie suisse Spirit of Race et pilotée par Duncan Cameron, Alessandro Pier Guidi et David Perel.

### 4 Heures de Spa-Francorchamps
La catégorie LMP2 et le classement général des 4 Heures de Spa-Francorchamps ont été remportés par l'Oreca 07 de l'écurie belge Team WRT et pilotée par Louis Delétraz, Robert Kubica et Ye Yifei.
La catégorie LMP3 a été remportée par la Ligier JS P320 de l'écurie luxembourgeoise DKR Engineering et pilotée par Laurents Hörr et Jean-Philippe Dayraut.
La catégorie LMGTE a été remportée par la Ferrari 488 GTE Evo de l'écurie italienne AF Corse et pilotée par François Perrodo, Emmanuel Collard et Alessio Rovera.

### 4 Heures de Portimão

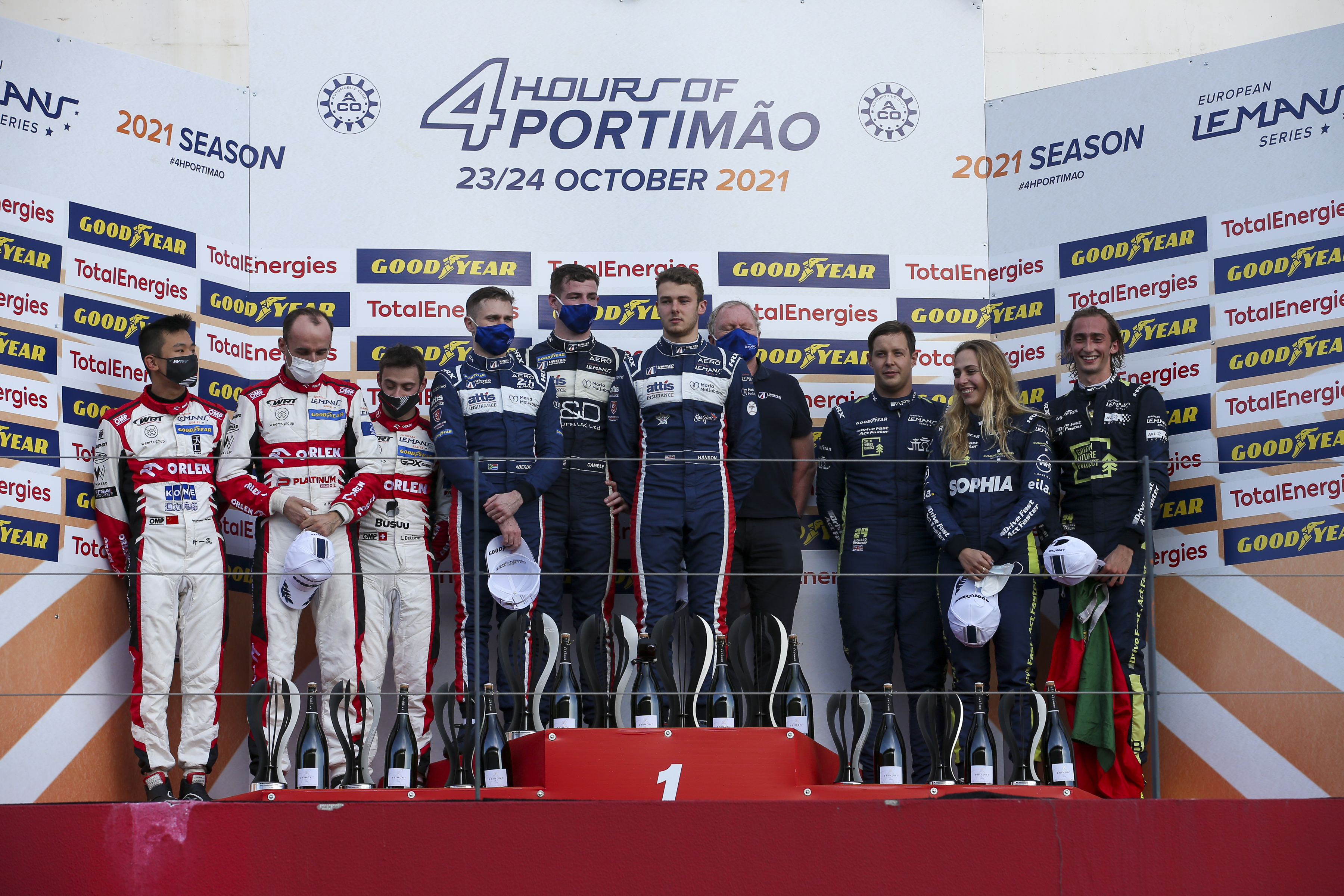
Podium des 4 Heures de Portimão

La catégorie LMP2 et le classement général des 4 Heures de Portimão ont été remportés par l'Oreca 07 de l'écurie britannique United Autosports et pilotée par Jonathan Aberdein, Tom Gamble et Philip Hanson.
La catégorie LMP3 a été remportée par la Ligier JS P320 de l'écurie polonaise Inter Europol Competition et pilotée par Martin Hippe, Ugo de Wilde et Adam Eteki.
La catégorie LMGTE a été remportée par la Ferrari 488 GTE Evo de l'écurie italienne Iron Lynx et pilotée par Matteo Cressoni, Rino Mastronardi et Miguel Molina.

## Résultats
En gras le vainqueur de la course.
| no | Course                        | Écurie victorieuse LMP2                      | Écurie victorieuse LMP3                     | Écurie victorieuse GTE                           | Résultats |
| no | Course                        | Pilotes victorieux LMP2                      | Pilotes victorieux LMP3                     | Pilotes victorieux GTE                           | Résultats |
| -- | ----------------------------- | -------------------------------------------- | ------------------------------------------- | ------------------------------------------------ | --------- |
| 1  | 4 Heures de Barcelone         | Team WRT                                     | Cool Racing                                 | Iron Lynx                                        | résultats |
| 1  | 4 Heures de Barcelone         | Louis Delétraz Robert Kubica Ye Yifei        | Matthew Bell Niklas Krütten Nicolas Maulini | Matteo Cressoni Rino Mastronardi Miguel Molina   | résultats |
| 2  | 4 Heures du Red Bull Ring     | Team WRT                                     | Cool Racing                                 | AF Corse                                         | résultats |
| 2  | 4 Heures du Red Bull Ring     | Louis Delétraz Robert Kubica Ye Yifei        | Matthew Bell Niklas Krütten Nicolas Maulini | François Perrodo Emmanuel Collard Alessio Rovera | résultats |
| 4  | 4 Heures du Castellet         | G-Drive Racing                               | DKR Engineering                             | Iron Lynx                                        | résultats |
| 4  | 4 Heures du Castellet         | Franco Colapinto Roman Rusinov Nyck de Vries | Laurents Hörr Jean-Philippe Dayraut         | Matteo Cressoni Rino Mastronardi Miguel Molina   | résultats |
| 3  | 4 Heures de Monza             | Panis Racing                                 | DKR Engineering                             | Spirit of Race                                   | résultats |
| 3  | 4 Heures de Monza             | Julien Canal Will Stevens James Allen        | Laurents Hörr Mathieu de Barbuat            | Duncan Cameron Alessandro Pier Guidi David Perel | résultats |
| 5  | 4 Heures de Spa-Francorchamps | Team WRT                                     | DKR Engineering                             | AF Corse                                         | résultats |
| 5  | 4 Heures de Spa-Francorchamps | Louis Delétraz Robert Kubica Ye Yifei        | Laurents Hörr Mathieu de Barbuat            | François Perrodo Emmanuel Collard Alessio Rovera | résultats |
| 6  | 4 Heures de Portimão          | United Autosports                            | Inter Europol Competition                   | Iron Lynx                                        | résultats |
| 6  | 4 Heures de Portimão          | Jonathan Aberdein Tom Gamble Philip Hanson   | Martin Hippe Ugo de Wilde Adam Eteki        | Matteo Cressoni Rino Mastronardi Miguel Molina   | résultats |

## Classements

### Attribution des points
| Système des points | Système des points | Système des points | Système des points | Système des points | Système des points | Système des points | Système des points | Système des points | Système des points | Système des points | Système des points | Système des points |
| Position           | 1er                | 2e                 | 3e                 | 4e                 | 5e                 | 6e                 | 7e                 | 8e                 | 9e                 | 10e                | Au-delà            | Pole               |
| ------------------ | ------------------ | ------------------ | ------------------ | ------------------ | ------------------ | ------------------ | ------------------ | ------------------ | ------------------ | ------------------ | ------------------ | ------------------ |
| Points             | 25                 | 18                 | 15                 | 12                 | 10                 | 8                  | 6                  | 4                  | 2                  | 1                  | 0.5                | 1                  |